# توربية أمريكية
توربية أمريكية (الاسم العلمي: Pedomicrobium americanum) هي نوع من البكتيريا يتبع جنس التوربية من فصيلة الخيطبيات.